# Døvefilm
Døvefilm er et dansk tv-produktionsselskab, der producerer tv-programmer for døve. Selskabet blev oprettet i 1963, og har siden været på finansloven under Socialministeriet.